# Djævelens kvint
Djævelens kvint er titlen på en roman af den danske forfatter Anne-Marie Vedsø Olesen.
Den udkom på forlaget Gyldendal i år 2002 og handler om den egyptiske kaosgud Seth, der genfødes i nutidens København.
Romanens handling er bygget op omkring egyptisk mytologi og Mozarts opera Tryllefløjten, og titlen hentyder til en musikalsk term inden for harmonilære – den såkaldte tritonus.
Djævelens kvint er første selvstændige del af Seth-trilogien Gudestorm.
| Bog | Spire Denne artikel om bøger og tidsskrifter er en spire som bør udbygges. Du er velkommen til at hjælpe Wikipedia ved at udvide den. |